# Institut für Marktökologie
Das Institut für Marktökologie (IMO) (heute: Ecocert Swiss AG, Ecocert Deutschland GmbH) ist eine international anerkannte Kontrollorganisation für die Zertifizierung von umweltfreundlichen Produkten, ökologische Landwirtschaft und Management-Systemen. 
IMO wurde 1990 als Zweimannbetrieb gegründet und später von der französischen Ecocert-Gruppe übernommen. Über 1000 Mitarbeiter in 130 Ländern überprüfen die Einhaltung von verschiedenen Umwelt- und Sozialkriterien für private und staatliche Labels und vergeben Zertifikate für Produkte aus Landwirtschaft und Wildsammlung, aquatische Produkte, Textilien, Wald- und Holzprodukte, Kosmetika u. a. In vielen Bereichen hat die Tätigkeit von Ecocert Pioniercharakter.
In einem immer komplizierter werdenden globalen Markt verstand sich IMO nach Angaben des Firmengründers Rainer Bächi als Brücke zwischen den Gliedern der Produktionskette (vom Erzeuger über den Verarbeiter bis hin zum Händler) und den Verbrauchern. Durch Qualitätssicherung und Transparenz soll Vertrauen beim Verbraucher geschaffen werden.

## Tochtergesellschaften
Zum Netzwerk von Ecocert gehören unter anderem:
- Ecocert Swiss AG, Schweiz
- Ecocert Deutschland GmbH, Deutschland
- ECOCERT Gruppe, Frankreich